# Elioro Paredes
Elioro Paredes (19 de febrer de 1921) és un exfutbolista paraguaià.

## Selecció del Paraguai
Va formar part de l'equip paraguaià a la Copa del Món de 1950 però no hi disputà cap partit.